# Club Deportivo Cazalegas
El Club Deportivo Cazalegas - Ebora Formación és un club de futbol espanyol situat a Cazalegas, Toledo, a la comunitat autònoma de Castella-la Manxa. Fundat l'any 2004, jugua a Tercera Federació, i disputa els partits a casa a la Ciudad Deportiva Ebora Formación amb una capacitat de 1.000 espectadors.

## Temporada a temporada
| Temporada | Nivell | Divisió    | Lloc | Copa del Rei  |
| --------- | ------ | ---------- | ---- | ------------- |
| 2004–05   | 6      | 2a Aut.    | 15è  |               |
| 2005–2012 | DNP    | DNP        | DNP  |               |
| 2012–13   | 7      | 2a Aut.    | 10è  |               |
| 2013–14   | 7      | 2a Aut.    | 15è  |               |
| 2014–15   | 7      | 2a Aut.    | 11è  |               |
| 2015–16   | 7      | 2a Aut.    | 9è   |               |
| 2016–17   | 7      | 2a Aut.    | 10è  |               |
| 2017–18   | 7      | 2a Aut.    | 2n   |               |
| 2018–19   | 6      | 1a Aut.    | 14è  |               |
| 2019–20   | 6      | 1a Aut.    | 15è  |               |
| 2020–21   | 6      | 1a Aut.    | 1r   |               |
| 2021–22   | 6      | Aut. Pref. | 2n   |               |
| 2022–23   | 6      | Aut. Pref. | 1r   | Primera ronda |
| 2023–24   | 5      | 3a Fed.    |      |               |

- 1 temporada a Tercera Federació